# 鈴木愛美
鈴木 愛美 （すずき まなみ、2002年2月14日 - ）は、日本のクラシック音楽のピアニスト。

## 略歴
大阪府箕面市出身。2017年に大阪府立夕陽丘高等学校に入学。2020年に東京音楽大学へ進学し、石井克典および仲田みずほに師事。関西フィルハーモニー管弦楽団、東京フィルハーモニー交響楽団、東京交響楽団等主要オーケストラと共演

## 受賞歴
- 2012年、第36回ピティナ・ピアノコンペティション - C級入選
- 2015年、第17回“万里の長城杯”国際音楽コンクール・ピアノ部門 中学生の部 - 第1位
- 2018年、第42回ピティナ・ピアノコンペティション - F級ベスト17賞[3]
- 2021年、第27回フッペル鳥栖ピアノコンクール・フッペル部門 - 第1位[4]
- 2022年、第32回宝塚ベガ音楽コンクール・ピアノ部門 - 第4位[5]
- 2023年、第47回ピティナ・ピアノコンペティション - 特級グランプリおよび聴衆賞[2]、文部科学大臣賞、スタインウェイ賞
- 2023年、第92回日本音楽コンクール・ピアノ部門 - 第1位[6]、岩谷賞（聴衆賞）、野村賞、井口賞、河合賞、三宅賞、アルゲリッチ芸術振興財団賞、INPEX賞
- 2024年、第12回浜松国際ピアノコンクール - 第1位、室内楽賞、聴衆賞、札幌市長賞、ワルシャワ市長賞[7][8]

### 音楽配信
- 鈴木愛美(ピアノ)/三井柚乃(ピアノ)/神原雅治(ピアノ)/嘉屋翔太(ピアノ) - mora
- 鈴木愛美 - YouTube Music チャンネル
- 鈴木愛美 - Spotify
- 鈴木愛美 - Apple Music

### 演奏動画
- the 12th Hamamatsu International Piano Competition 2024-11
  - SUZUKI Manami Final Stage - YouTube
  - SUZUKI Manami Third Stage - YouTube
  - SUZUKI Manami Second Stage - YouTube
  - SUZUKI Manami 1st Stage - YouTube
- 第80回ドゥシニキ国際ショパン音楽祭（ポーランド）2025-08-05
  - SUZUKI Manami - YouTube